# Kongenerische Reliabilität
Der Begriff kongenerische Reliabilität {\displaystyle \rho _{C}} (Aussprache: „rho-C“; engl. congeneric reliability) bezeichnet die Reliabilität eindimensionaler kongenerischer Messmodelle. Solche Messmodelle zeichnen sich dadurch aus, dass die Faktorladungen der Indikatoren nicht homogen sein müssen, d. h. sich unterscheiden können. {\displaystyle \rho _{C}} ist eine Kennzahl, an deren Wert sich ablesen lässt, in welchem Ausmaß die Indikatoren eines Messmodells alle wie beabsichtigt etwas sehr Ähnliches messen: im Idealfall die zugrundeliegende latente Variable. Die kongenerische Reliabilität ist somit u. a. in der Psychometrie von Bedeutung. Für den Begriff existieren zahlreiche Synonyme (darunter insbesondere Faktorreliabilität und engl. composite reliability, daneben construct reliability, unidimensional omega, Raju (1977) coefficient).

## Bedeutung

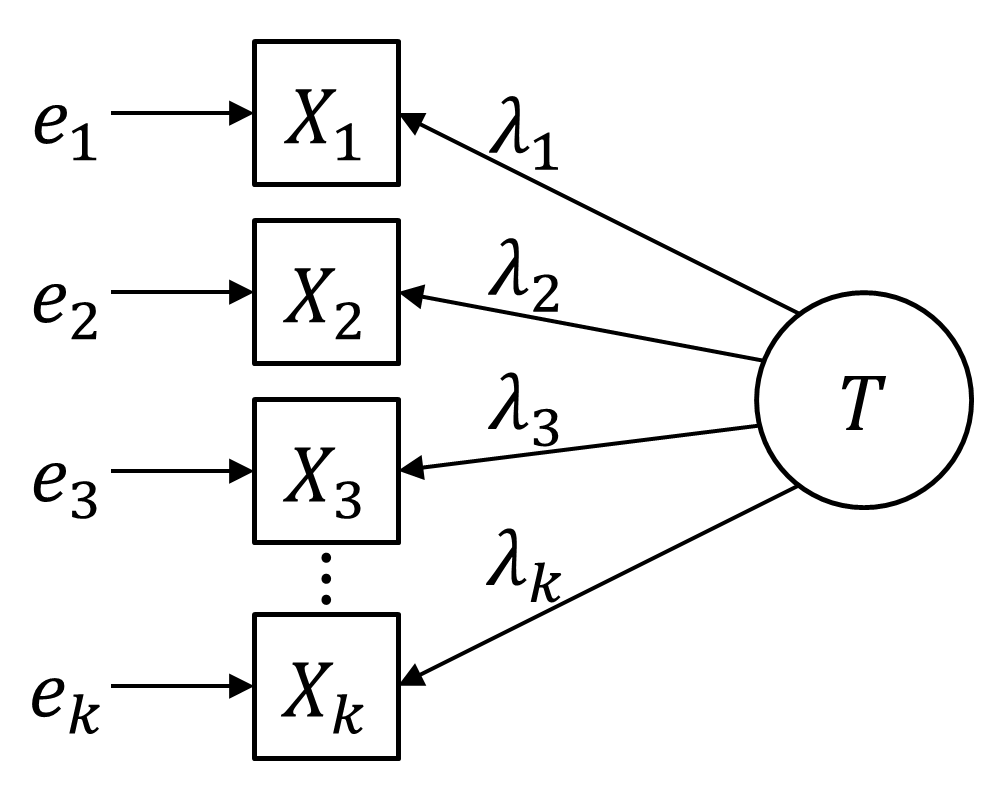
Kongenerisches Messmodell

Gegeben seien Antworten (Indikator (Sozialwissenschaften)){\displaystyle X_{i}} zu Testfragen {\displaystyle i} und die latente Variable {\displaystyle T}.
Die sehr verbreitete tau-äquivalente Reliabilität {\displaystyle \rho _{T}} (= „Cronbachs {\displaystyle \alpha }“) setzt voraus, dass die Faktorladungen aller Indikatoren gleich groß sind (d. h. {\displaystyle \lambda _{1}=\lambda _{2}=\ldots =\lambda _{k}}). Dies ist in vielen Messmodellen jedoch nicht der Fall, wodurch {\displaystyle \rho _{T}} die Reliabilität systematisch unterschätzt. Die kongenerische Reliabilität {\displaystyle \rho _{C}} schafft hierbei Abhilfe, indem sie unterschiedliche Faktorladungen explizit berücksichtigt. Ähnlich wie bei {\displaystyle \rho _{T}} liegen auch bei {\displaystyle \rho _{C}} die Werte im Regelfall zwischen 0 und 1, wobei nach Bagozzi & Yi (1988) Werte von mindestens etwa 0,6 wünschenswert sind. In der Forschungspraxis werden jedoch typischerweise höhere Werte von mindestens 0,7 oder gar 0,8 angestrebt. Sowohl für {\displaystyle \rho _{T}} als auch {\displaystyle \rho _{C}} ist jedoch zu beachten, dass sich strenge Regeln, die Messmodelle unterhalb eines Schwellwertes automatisch ablehnen und oberhalb eines Schwellwertes automatisch annehmen, in der Regel verbieten. Zudem kann ein {\displaystyle \rho _{C}} nahe an 1 darauf hindeuten, dass sich die verwendeten Indikatoren im Sinne von Redundanz zu ähnlich sind.

## Geschichte
Erstmals wurde die kongenerische Reliabilität durch Jöreskog (1971) vorgestellt, wobei hierfür schlicht der Begriff „Reliabilität“ (im engl. Original: reliability) verwendet wurde. Der Autor bezog sich dabei jedoch auf kongenerische Messmodelle. Auch Werts et al. (1978) verwendeten hierfür allgemein den Begriff „Reliabilität“, verwendeten zur Unterscheidung von „single-item reliability“ jedoch auch erstmals den Begriff „composite reliability“. In der Folge wurde in Ermangelung einer begrifflichen Alternative häufig von „composite reliability“ gesprochen, der Begriff jedoch zugleich kritisiert. Zuletzt wurde u. a. von Cho (2016) die konsequente Verwendung des Begriffs „kongenerische Reliabilität“ (engl. congeneric reliability) propagiert.

## Berechnung
Es gibt mehrere alternative Wege zur Berechnung der kongenerischen Reliabilität, die jedoch äquivalent sind und somit zum gleichen Ergebnis führen. Traditionell wird {\displaystyle \rho _{C}} wie folgt berechnet:
{\displaystyle \rho _{C}={\frac {\left(\sum _{i=1}^{k}\lambda _{i}\right)^{2}}{\left(\sum _{i=1}^{k}\lambda _{i}\right)^{2}+\sum _{i=1}^{k}\sigma _{e_{i}}^{2}}}}
Hierbei ist {\displaystyle k} die Anzahl der Indikatoren (engl. items) des Messmodells, {\displaystyle \lambda _{i}} die Faktorladung von Indikator {\displaystyle i} und {\displaystyle \sigma _{e_{i}}^{2}} die beobachtete Varianz des Fehlers {\displaystyle e_{i}}. Eine von Cho (2016) vorgeschlagene Berechnung ist wie folgt realisiert, wobei {\displaystyle \sigma _{X}^{2}} für die Varianz des Testergebnisses steht:
{\displaystyle \rho _{C}={\frac {\left(\sum _{i=1}^{k}\lambda _{i}\right)^{2}}{\sigma _{X}^{2}}}}
Vorteil der alternativen Formel ist, dass sie in das von Cho (2016) vorgestellte System aus Formeln eingebettet ist und einen Vergleich zu anderen Koeffizienten, etwa für die tau-äquivalente Reliabilität (= „Cronbachs {\displaystyle \alpha }“), erleichtert. Die zuvor fehlende Systematik bei der Benennung ist zudem der Grund, warum Cho auf den Begriff „composite reliability“ verzichtet und stattdessen von „congeneric reliability“ spricht.

## Beispiel
Das folgende Beispiel zur Berechnung von {\displaystyle \rho _{C}} anhand der beiden vorgenannten Formeln ist Cho (2016) entnommen.
Gegeben sei ein Test mit 4 Testfragen (Items). Der Score der i-ten Testfrage sei die Zufallsvariable {\displaystyle X_{i}}. Die Kovarianzmatrix (welche die Rohdaten beschreibt) sei:
|                         | {\displaystyle X_{1}} | {\displaystyle X_{2}} | {\displaystyle X_{3}} | {\displaystyle X_{4}} |
| ----------------------- | --- | --- | --- | --- |
| {\displaystyle X_{1}}   | {\displaystyle 10{,}00} | | | |
| {\displaystyle X_{2}}   | {\displaystyle 4{,}42} | {\displaystyle 11{,}00} | | |
| {\displaystyle X_{3}}   | {\displaystyle 4{,}98} | {\displaystyle 5{,}71} | {\displaystyle 12{,}00} | |
| {\displaystyle X_{4}}   | {\displaystyle 6{,}98} | {\displaystyle 7{,}99} | {\displaystyle 9{,}01} | {\displaystyle 13{,}00} |
| {\displaystyle \Sigma } | {\displaystyle 124{,}23=2\times \left(\Sigma _{\text{subdiagonal}}+\Sigma _{\text{diagonal}}\right)-\Sigma _{\text{diagonal}}} | {\displaystyle 124{,}23=2\times \left(\Sigma _{\text{subdiagonal}}+\Sigma _{\text{diagonal}}\right)-\Sigma _{\text{diagonal}}} | {\displaystyle 124{,}23=2\times \left(\Sigma _{\text{subdiagonal}}+\Sigma _{\text{diagonal}}\right)-\Sigma _{\text{diagonal}}} | {\displaystyle 124{,}23=2\times \left(\Sigma _{\text{subdiagonal}}+\Sigma _{\text{diagonal}}\right)-\Sigma _{\text{diagonal}}} |

Die Rohdaten für die Faktorladungen und Fehler lauten wie folgt:
|                             | {\displaystyle {\hat {\lambda }}_{i}} | {\displaystyle {\hat {\sigma }}_{e_{i}}^{2}} |
| --------------------------- | ------------------------------------- | -------------------------------------------- |
| {\displaystyle X_{1}}       | {\displaystyle 1{,}96}                | {\displaystyle 6{,}13}                       |
| {\displaystyle X_{2}}       | {\displaystyle 2{,}25}                | {\displaystyle 5{,}92}                       |
| {\displaystyle X_{3}}       | {\displaystyle 2{,}53}                | {\displaystyle 5{,}56}                       |
| {\displaystyle X_{4}}       | {\displaystyle 3{,}55}                | {\displaystyle 0{,}37}                       |
| {\displaystyle \Sigma }     | {\displaystyle 10{,}30}               | {\displaystyle 18{,}01}                      |
| {\displaystyle \Sigma ^{2}} | {\displaystyle 106{,}22}              |                                              |

Nun lässt sich {\displaystyle \rho _{C}} mit der traditionellen Formel von oben berechnen; ein Dach über einer Variable signalisiert hierbei, dass die Berechnung auf Basis von Stichprobendaten erfolgt:
{\displaystyle {\hat {\rho }}_{C}={\frac {\left(\sum _{i=1}^{k}{\hat {\lambda }}_{i}\right)^{2}}{\left(\sum _{i=1}^{k}{\hat {\lambda }}_{i}\right)^{2}+\sum _{i=1}^{k}{\hat {\sigma }}_{e_{i}}^{2}}}={\frac {106{,}22}{106{,}22+18{,}01}}=0{,}8550}
Mit der von Cho (2016) vorgeschlagenen alternativen Formel ergibt sich entsprechend:
{\displaystyle {\hat {\rho }}_{C}={\frac {\left(\sum _{i=1}^{k}{\hat {\lambda }}_{i}\right)^{2}}{{\hat {\sigma }}_{X}^{2}}}={\frac {106{,}22}{124{,}23}}=0{,}8550}

## Weitere Gütemaße
Ein eng mit der kongenerischen Reliabilität verwandter Koeffizient ist die durchschnittlich erfasste Varianz (DEV, engl. AVE). Neben der Reliabilität sind weitere Eigenschaften eines Messmodells zu hinterfragen, darunter z. B. die Konstruktvalidität.